# ニュージェック
株式会社ニュージェック（英：NEWJEC Inc.）は、大阪府大阪市北区本庄東に本社を置く関西電力グループの総合建設コンサルタント、建築設計事務所。
1963年、関西に国際的な建設コンサルタントの樹立を望む関西の産官学からの要請により、「株式会社新日本技術コンサルタント」として創立。黒部川第四発電所（黒部ダム、くろよん）の設計に従事した技術者が中核となり誕生した。創立当初は関西電力を主要株主として、五大商社、在阪鉄道会社などが株主構成を占めていた。

## 沿革

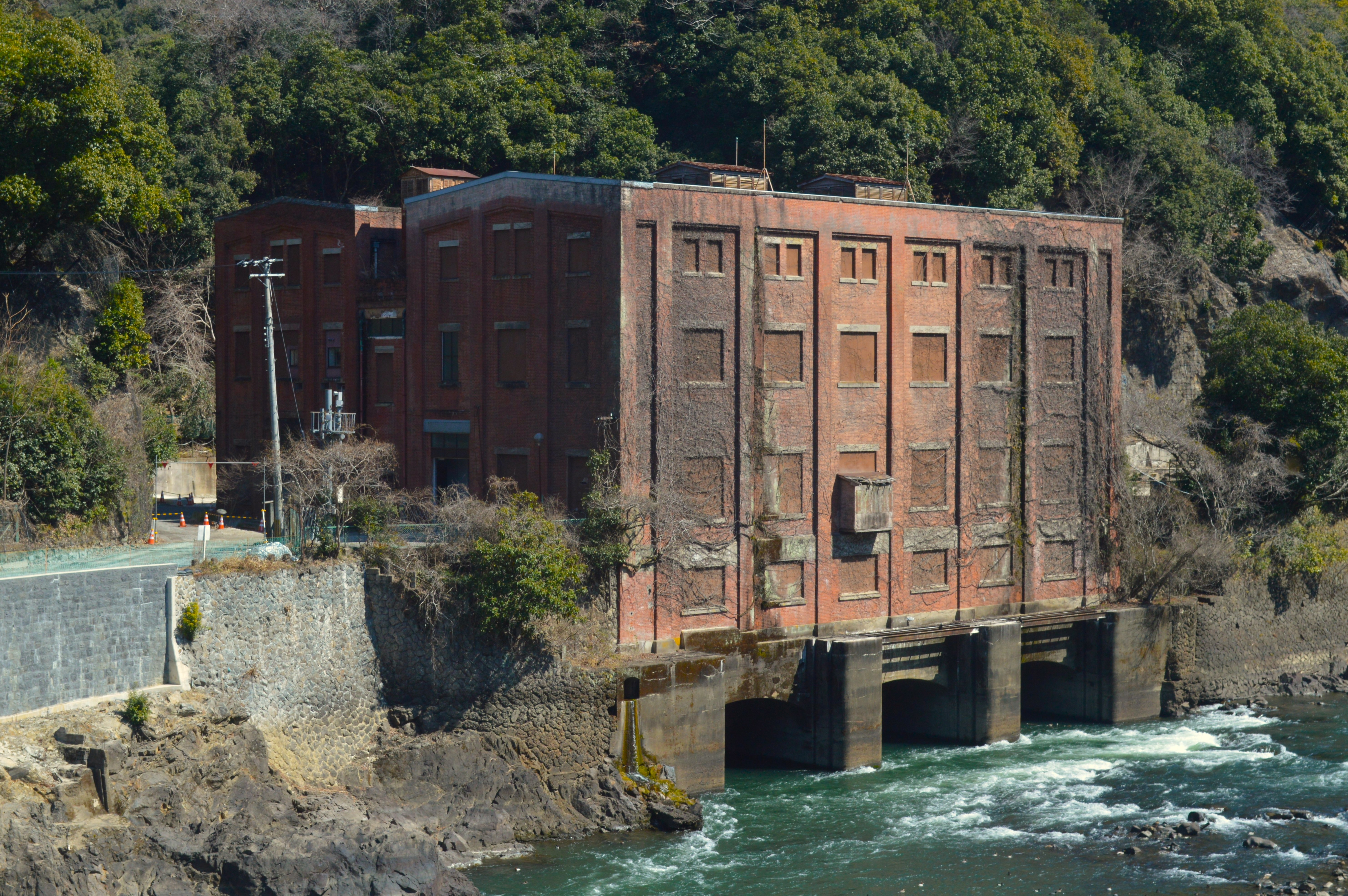
水理実験所

- 1963年9月21日　株式会社新日本技術コンサルタント創業。
- 1967年　東京支社の開設（平成4年に本社）
- 1971年　宇治市槇尾山に水理実験所開設。旧志津川発電所の建物を用いている。
- 1972年　名古屋事務所開設（平成3年に支店、平成13年に中部支店）
- 1973年　仙台事務所開設（平成3年に支店、平成13年に東北支店）
- 1976年　広島事務所開設（平成7年に中国支店）
- 1989年　沖縄事務所開設（平成17年に支店）
- 1990年　株式会社エヌイーエス設立
- 1991年　社名を「株式会社ニュージェック」に変更。
- 1993年　九州事務所開設（平成6年に支店）、新潟事務所開設（平成7年に支店、平成13年に北陸支店）
- 1995年　四国事務所開設（平成16年に支店）
- 1996年　ISO 9001を建設コンサルタント会社として最初に認証取得、北海道事務所開設（平成17年に支店）
- 1997年　ISO 9001を全社認証取得
- 2000年　ISO 14001を全社認証取得
- 2005年　大阪本社、自社ビル（大阪市北区）へ移転
- 2008年　ISO/IEC 27001を大阪本社認証取得
- 2015年　水理実験所を京都市伏見区に移転
- 2017年　ISO/IEC 27001を全社認証取得
- 2019年　災害対応チーム（JEC FORCE）の設置
- 2020年　5本部制に移行（働き方改革推進グループ、人財育成センター等の設置）
- 2021年　DX推進グループの設置、えるぼし認定（3段階目）の取得
- 2022年　海外技術センターの設置
- 2023年　創立60周年

## 社名の由来
- 旧社名である株式会社新日本技術コンサルタントの英文社名『The New Japan Engineering Consultants, Inc.』の略。

## 組織

### 経営戦略本部

#### 経営企画部
- 経営企画グループ
- 品質管理グループ

#### DX推進部
- DX推進グループ
- 情報システムグループ

#### 研究開発部
- 研究開発グループ

#### 新規事業開発部
- 新規事業開発グループ

#### 経営改革部
- 経営改革グループ

### 総務本部

#### 総務部
- 総務グループ

- 人事グループ
- 経理グループ

### 技術本部

#### 河川部門
- 河川グループ
- ダムグループ

#### 交通・都市部門
- 道路グループ

- 港湾・海岸グループ

- 都市・上下水道グループ

#### 電力部門
- 原子力耐震グループ

- 送配電グループ

- 再生可能エネルギーグループ

#### 基盤技術部門
- 地圏グループ

- 地球環境グループ

- 電気通信グループ

- 基盤技術グループ

#### 一級建築士事務所
- 建築グループ

#### 人財育成センター
- 人財育成グループ

#### 海外技術センター
- 海外研修グループ

### 国内営業本部

#### 営業統括部
- 営業戦略グループ

- 北海道支店

- 東北支店

- 関東支店

- 北陸支店

- 中部支店

- 近畿支店

- 中国支店

- 四国支店

- 九州支店

- 沖縄支店
- 電力営業グループ

### 国際事業本部

#### 国際事業部
- 国際事業企画グループ
- 国際営業グループ

#### 国際技術部
- 国際技術グループ